# Дориа, Джованни Андреа
Джованни Андреа (Джанандреа) Дориа (итал. Giovanni Andrea Doria, Giannandrea Doria; 1539 — 1606), герцог Турси, князь Мельфи, маркграф Триджано — адмирал генуэзского флота (1556) из рода Дориа.
Внучатый племянник адмирала Андреа Дориа, унаследовал Мельфи и другие владения последнего, женившись на его наследнице Дзенобии Дель Карретто.
В 1560 году командовал объединённым флотом Священной лиги в сражении у острова Джерба, которое было выиграно турками.
В 1571 году во время битвы при Лепанто Джованни Андреа Дориа командовал правым крылом флота Священной лиги.
Внутри Генуэзской республики Джованни Андреа Дориа рассматривался как продолжатель дела своего великого дядюшки, и продолжал проводить его происпанскую политику.